# Ajax Tanger (futsal)
Ajax Tanger (CSAT) – marokański klub futsalowy z siedzibą w mieście Tanger, obecnie występuje w najwyższej klasie Maroka. Jest sekcją futsalu w klubie sportowym Ajax Tanger. W 2004 i 2008 występował w World Intercontinental Futsal Cup. Do sezonu 2011/12 uczestniczył również w rozgrywkach futsalowych LNFS (Hiszpania).

## Sukcesy
- Mistrzostwo Maroka